# Hilary Paweł Januszewski
Blahoslavený Hilarius Janusze (11. června 1907, Krajenky u Tuchole – 25. března 1945, Dachau) byl polský kněz, karmelitán a mučedník. V katolické církvi je uctíván jako blahoslavený mučedník.

## Život

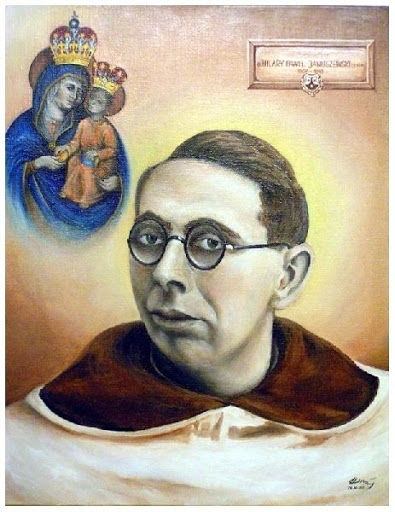
Blahoslavený Hilary Januszewski

### Mládí a studia
Narodil se 11. června 1907 v Polsku v Krajenkach u Tuchole ve velmi chudé rodině. Při křtu dostel jméno Pavel. Roku 1915 se s rodiči přestěhoval do Greblinu. Studoval v Sucharech. Toto studium však z finančních důvodů byl nucen ukončit a dále se vzdělával s pomocí své sestry, která byla učitelkou. S její pomocí dokončil 3. ročník studia.
Po třetím ročníku se jej ujali řeholníci Michalité a díky nim mohl dostudovat celá gymnaziální studia. Po studiích – ještě bez maturity, odstěhoval se do Krakova. Zde se dále vzdělával pomocí kurzů a přes svou chudobu, která mu působila značné obtíže, dosáhl maturity.

### Řeholníkem
Dne 20. září 1927 vstoupil do řádu karmelitánů. Konala se jeho obláčka a při ní přijal jméno Hilarius. Po období noviciátu jej představení vyslali na další studia. Místem jeho studií se stal Krakov a poté Řím. V Římě také roku 1934 přijal kněžské svěcení.

### Kněžství a mučednictví
Již jako kněz získal licenciát teologie a v roce 1935 se vrátil do rodného Polska. Působil v Krakově, kde přednášel dogmatiku a církevní dějiny na řádovém studijním institutu. V roce 1939 se pak stal představeným krakovské karmelitánské komunity.
V září roku 1940 z komunity gestapo odvleklo čtyři řeholníky. V prosinci téhož roku byli odvlečeni další řeholníci. Životopisci se zde začínají rozcházet. Uvádí se bud že se P. Hilarius nabídl za nejstaršího z odvlečených, nebo že byl zajat kvůli svému působení v komunitě.
Po prvním uvěznění v Montelupi byl P. Hilarius odvlečen do koncentračního tábora Sachsenhausen a v dubnu 1941 byl převezen do Dachau. Tam byl veden pod číslem 27648. V Dachau se setkal s dalšími spolubratry karmelitány (jeho spoluvězněm byl např. P. bl. Titus Brandsma).
V roce 1945 zjara vypukl na baráku 25 tyfus[nepřesný odkaz] a P. Hilarius se přihlásil dobrovolně k těm, kdo pečovali o nemocné. Tyfem se při ošetřování sám nakazil a 25. března 1945 ve věku 37 let umírá. Jeho ostatky se nezachovaly, neb byl zpopelněn v táborovém krematoriu.

## Beatifikace
Beatifikován byl papežem sv. Janem Pavlem II. dne 13. června 1999 ve Varšavě ve skupině 108 polských mučedníků z období druhé světové války.